# جامعة بولتافا الحكومية الزراعية
جامعة بولتافا الحكومية الزراعية مؤسسة تعليم عالي أوكرانية، (بالأوكرانية: Полтавський держа́вний агра́рний університет) هي جامعة تقع في بولتافا، أوكرانيا. تأسست هذه الجامعة في سنة 1920